# Krasia
Krasia (en ukrainien : Красія) est une montagne (1 036 m) ainsi qu'une station de ski de très petite taille développée sur ses pentes. Krasia est située près de Vishka (Вишка), dans le raïon d'Oujhorod, dans l'oblast de Transcarpatie, dans le sud-ouest de l'Ukraine.
Le domaine skiable, tracé dans une forêt de feuillus — une rareté dans les Carpates — serait relativement peu fréquenté en comparaison avec les stations voisines. Il est desservi principalement par un télésiège qui relie la station au sommet.